# Linach
Linach ist ein Stadtteil von Furtwangen im Schwarzwald im Schwarzwald-Baar-Kreis in Baden-Württemberg.

## Geographie
Linach hat seinen Namen vom Bach Linach, der an der Grenze zu Furtwangen entspringt und dann unterhalb von Vöhrenbach (vor Hammereisenbach-Bregenbach) in die Breg mündet. Der obere Teil des Tales war eine selbständige Gemeinde, die 1972 nach Furtwangen eingemeindet wurde. Der untere Teil des Tales gehörte schon immer zur Stadt Vöhrenbach. Daher konnte auch die Stadt Vöhrenbach in diesem Teil von Linach dann ihr Wasserkraftwerk mit der Linachtalsperre bauen.

## Geschichte
Die erste urkundliche Erwähnung des Tales Linach ist aus dem Jahr 1299 (valus dicta Lina). Es kam wegen des Zehnten zu Meinungsverschiedenheiten zwischen dem Grafen Gebhardt von Fürstenberg und dem Kloster Salem. Es wurde dahingehend geschlichtet, dass der Zehnte in Linach dem Kloster Salem zusteht. Dieser Rechtsstreit hat eine Urkunde vom 9. Dezember 1299 hinterlassen.
Die Besiedelung begann jedoch schon früher.
Die weltlichen Herren von Linach waren bis zum Jahr 1218 die Herzöge von Zähringen. Als diese ausstarben, war die bäuerliche Siedlung in Linach wohl abgeschlossen. Graf Egino V. von Urach war der erste der Zähringer Erben, der von 1218 bis 1237 die Herrschaft auch über die Baar ausübte.
Heinrich I. von Fürstenberg verpflanzte die Grafen von Urach auf die Baar. Er war mit Rudolf von Habsburg, der 1273 zum römisch-deutschen König gewählt wurde, blutsverwandt und einer seiner wichtigsten Freunde und Helfer. Graf Heinrich I. wurde Territorialherr der Talgemeinde Linach (1237–1284). Am 11. April 1278 bestätigte der Bischof von Konstanz, dass die Pfarrei Herzogenweiler nun förmlich dem Kloster Salem inkorporiert sei, und dass Vöhrenbach und Schönenbach nach wie vor Filialen von Herzogenweiler seien und damit steht auch fest, dass auch Linach zur Pfarrei Herzogenweiler gehörte.
Mit dem Tode Heinrichs I. von Fürstenberg erfolgte eine Teilung der Erbschaft und dabei kam der nördliche Teil der Baar, also auch Linach, an die Haslacher Linie der Fürstenberger, die fast 100 Jahre, von 1286 bis 1386, bestand.
Josef Wilhelm Ernst von Fürstenberg, der 1716 in den Fürstenstand erhoben wurde, ist der Schöpfer des fürstenbergischen Staatswesen und verlegte seine Residenz nach Donaueschingen und richtete dort seine Regierung ein. Das Land wurde in 4 Oberämter und 10 Obervogteiämter eingeteilt. Zu diesen zehn gehörte das Obervogteiamt Neustadt, wozu das Amt Vöhrenbach gehörte. Zum Amt Vöhrenbach wurden 12 Vogteien geschlagen, unter denen sich die Vogtei Linach befand. Infolge der Vereinigung der fürstenbergischen Herrschaftsgebiete zu einem Ganzen konnte der Fürst auch dem Schulwesen seine Fürsorge angedeihen lassen.
1806 mussten die Fürstenberger sowohl den Zivilbesitz als auch die Souveränität an den Großherzog Karl Friedrich von Baden abtreten. Seit dieser Zeit gehört Linach zum Land Baden. Bis 1811 (1808 wahrscheinlicher) wurde Linach vom Amt Vöhrenbach aus verwaltet. Von 1811 bis 1814 kam es zum Bezirksamt Neustadt und von 1814 bis 1830 zum Bezirksamt Triberg. Nochmals von 1830 bis 1850 zum Bezirksamt Neustadt und von 1850 bis 1924 zum Bezirksamt Villingen. 1924 wurde Linach dem Bezirksamt Donaueschingen zugeschlagen.
Am 1. Oktober 1972 erfolgte die Eingemeindung nach Furtwangen.

## Wappen
| Wappen von Linach | Blasonierung: „In Silber auf grünem Boden rechts eine rote Kölerhütte, links ein grüner Baum; davor ein schwarzgekleideter Mann mit roter Weste, die Linke erhoben.“ |
| Wappen von Linach | |

## Sehenswürdigkeiten

### Wendelinkapelle

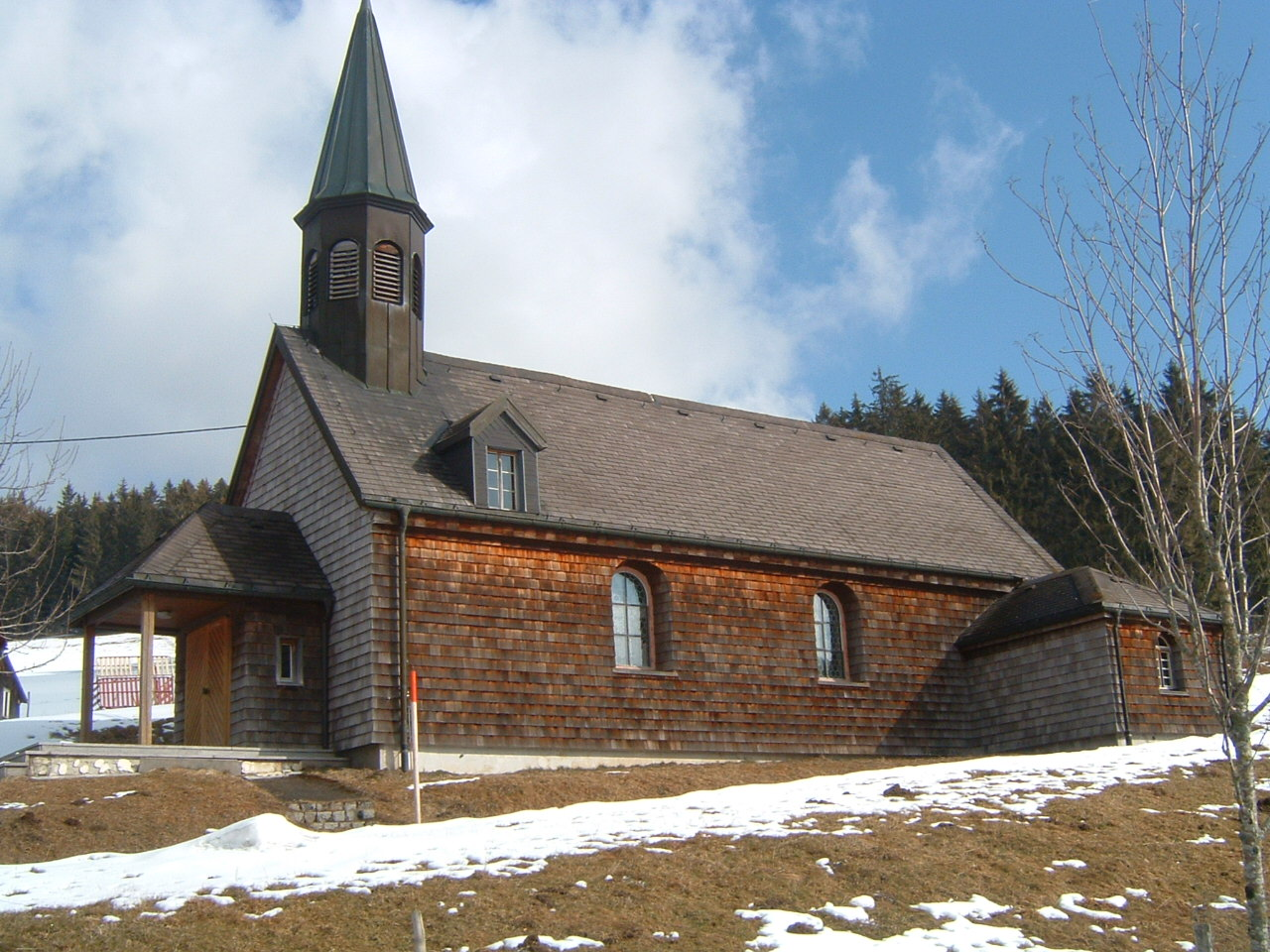
Wendelinkapelle in Linach

Die Linacher gehören seit der Errichtung der Pfarrei Schönenbach im Jahre 1639 zu dieser Pfarrei. Jedoch schon vorher besuchten die Linacher die Schönenbacher Kirche, als dieses noch Filialkirche von Vöhrenbach und diese wiederum die Filialkirche der alten Mutterpfarrei Herzogenweiler war.
1608 wurde in Linach die erste Kapelle erbaut.
1886 wurde die Kapelle renoviert und vergrößert. Dabei wurden der Turm, die Sakristei und der Chor erneuert. Im Jahre 1907 erfolgte eine weitere Restaurierung der Kapelle und deren Ausmalung. Zu Beginn des 20. Jahrhunderts hatte Linach zwei Glocken auf dem Turm. Eine größere Glocke war dem hl. Wendelin geweiht und die kleinere der hl. Maria. Im Ersten Weltkrieg wurde die größere Wendelinglocke zu Kriegsmaterial eingegossen.
Nach der Renovierung des Kirchenbodens 1919 wurden 1921 wieder zwei Glocken beschafft. Die größere wurde wieder dem hl. Wendelin geweiht. Die kleinere wurde dem hl. Aloisius geweiht. Auch im Zweiten Weltkrieg wurden wiederum zwei Glocken beschlagnahmt. Die Marienglocke wurde wieder belassen.
1950 konnten wieder zwei Glocken beschafft werden. Die große Glocke wurde den Gefallenen beider Weltkriege geweiht und ist auch die Totenglocke. Die zweite, jetzt die mittlere, wurde wieder dem hl. Wendelin geweiht.
Ende der 1970er Jahre wurde die Kapelle außen renoviert. So wurde das Dach total repariert und der Turm und der Glockenstuhl erneuert und auf seiner Spitze wieder ein Wetterhahn angebracht, denn den alten hatten die französischen Soldaten bei Kriegsende heruntergeschossen. Die Glocken erhielten ein Läutewerk.
Anfang der 1990er Jahre erfolgte die Renovierung des Mittelganges. Im Jahre 2004 wurde die Sakristei renoviert.
Seit 1982 ist Pater Franz Hettel Ortsgeistlicher von Schönenbach und somit auch zuständig für Linach.
Alle zwei Wochen wird am Sonntag um 10:30 Uhr in der Kapelle Gottesdienst gehalten.
2008 wurde das 400-jährige Kirchenjubiläum gefeiert.
Am Patrozinium sowie am zweiten Weihnachtsfeiertag gestaltet der Harmonikaverein den Gottesdienst mit. Am Totensonntag umrahmte der Gesangverein den Gottesdienst bis 2006. Seither übernimmt diese Aufgabe der Harmonikaverein. Am Palmsonntag und Erntedankfest bereichert die Rhythmikgruppe den Gottesdienst.

### Linachtalsperre
Vom Bach „Linach“ wird der Stausee Linachtalsperre im Linachtal gespeist. Die Linachtalsperre (erbaut 1922–1924) gehört zur Stadt Vöhrenbach, die nur wenige Kilometer von Linach bzw. Furtwangen entfernt liegt. Durch den Bau der Talsperre wurde dauerhaft der Tourismus in das kleine Nebental der Breg geholt. Nach der Stilllegung der Wasserkraftanlagen in den 1960er Jahren und dem Ablassen des „Linacher Stausees“ 1988 ist es im unteren Linachtal etwas stiller geworden. 2007 wurde die Sanierung der Linachtalsperre abgeschlossen und der See ist wieder komplett gefüllt.
Unterhalb der Staumauer fand im Sommer 2008 ein Freilichttheater „De Linacher Stausee“, geschrieben von Bernhard Dorer, statt und wurde vom Harmonikaverein Linach veranstaltet.

## Wirtschaft und Infrastruktur
Der früheste Nachweis von einem Gewerbe in Linach stammt aus dem Jahre 1485.
Arbeiteten früher viele in der Landwirtschaft und der Uhrmacherei, so pendeln heute die meisten Einwohner in die Nachbarorte.

### Landwirtschaft
In Linach gab es von jeher 10 Bauernhöfe, die Lehen der fürstlichen Herrschaft waren. Von diesen Höfen wurden über mehrere Jahrhunderte gesehen mehrere Häuser abgetrennt, die einige Hektar Feld und Wald bekamen. Bis vor einigen Jahren wurde in diesen Häusern Nebenerwerbslandwirtschaft betrieben. Heute haben fast alle diese Tätigkeit aufgegeben und die noch bestehenden Betriebe konnten sich so nach und nach vergrößern. Einige dieser Häuser sind noch bis heute in ihrer ursprünglichen, typisch schwarzwälder Bauform erhalten.
Eine Einzigartigkeit ist, dass alle heutigen landwirtschaftlichen Betriebe im Ortsteil Linach nach ökologischen Richtlinien arbeiten. Heute gibt es in Linach 8 Voll- und Nebenerwerbsbetriebe.

### Uhrmacher
Das Uhrmachergewerbe setzte sich in Linach erst mit dem Beginn des 19. Jahrhunderts nach den Befreiungskriegen durch. Mitte des 19. Jahrhunderts gab es etwa 13 Holzuhrenmacher in Linach. Deren Zahl sank bis 1905 auf 2. Daneben gab es auch bis zu 4 Uhrenschildmacher bzw. Uhrenschildmaler. Heute ist nur noch ein Uhrmacher in diesem Handwerk tätig.

## Kultur

### Vereine und Organisationen

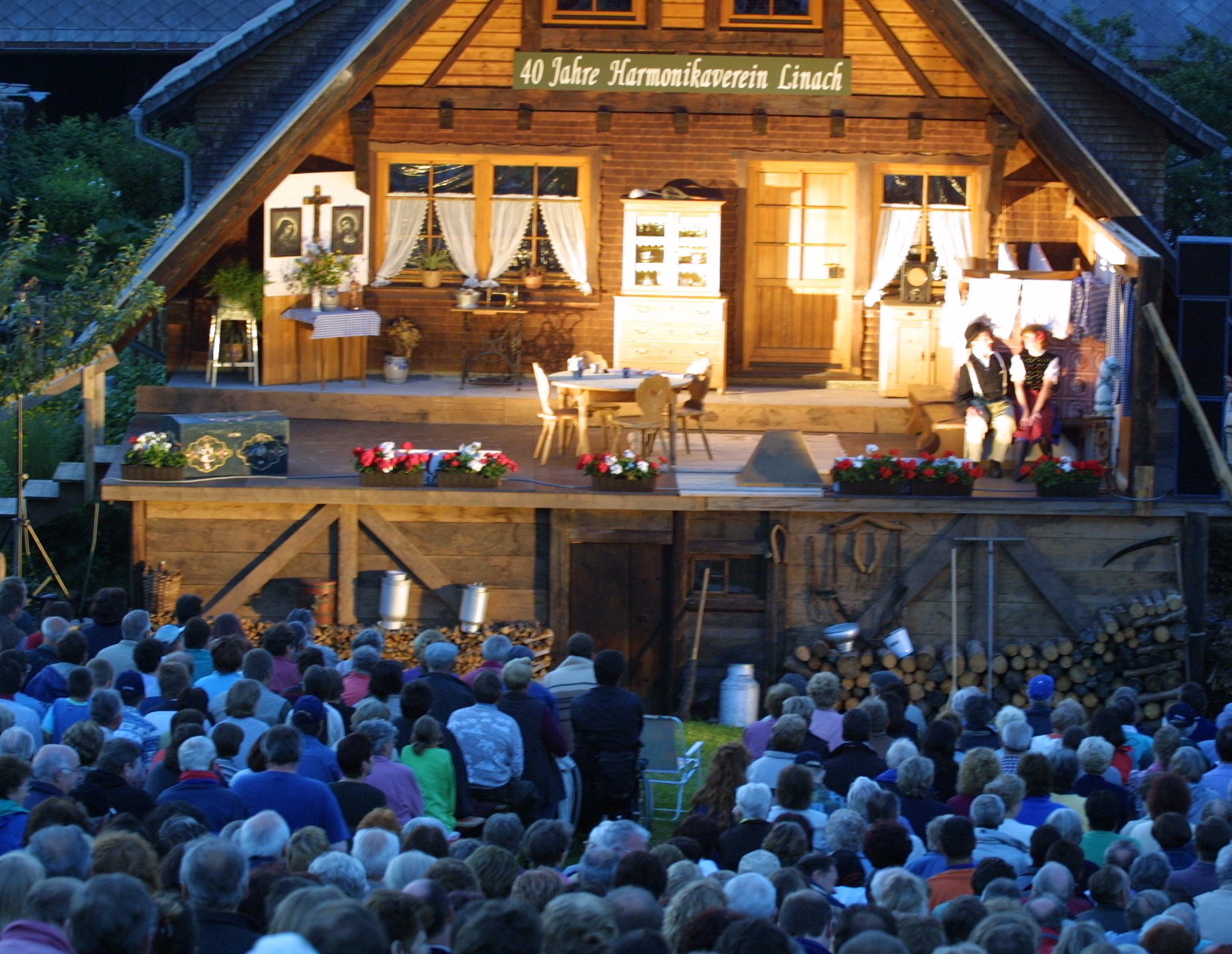
Ein großer Erfolg war das 2001 aufgeführte Freilichttheater des Harmonikavereins

- Freiwillige Feuerwehr: eine Abteilung der Feuerwehr Furtwangen
- Furtgau-Club: Geselligkeitsverein
- Gesangverein „Liederkranz“ Linach: einziger Männer-Gesangverein im Oberen Bregtal, hat am 7. Januar 2006 seine Sangestätigkeit wegen Mitgliederschwund vorläufig eingestellt.
- Harmonikaverein „Wälderbuebe“ Linach: Akkordeonverein mit Hauptorchester, Jugendorchester, Ensemble und Rhythmikgruppe sowie Laienspielgruppe.

### Feste/Veranstaltungen
- Fasnacht am Fasnachtsfreitag
- Ortsskiwettkämpfe im Winter bei ausreichendem Schnee
- Eckebühl-Abfahrtslauf (1981–2004, 2010). 1,8 km langer Abfahrtslauf.
- Jahreskonzert des Harmonikavereins Linach am Palmsamstag
- Mühlentag am Pfingstmontag beim Hinterhof (2002, 2005, 2007, 2009)
- Burefescht mit Besichtigung des Schwarzhansenhofs (2005), Motormäherrennen (2006) und Geflügelhofbesichtigung (2007)
- Frühlingsfest (1969–2001) im Schuppen des Hinterbauern. Erster Auftritt von Hansy Vogt im Mai 1988.[3]
- Theaterabend in der Weihnachtszeit
- Freilichttheater 2001 beim Rohrerhäusle und im Juni und Juli 2008 an der Linachtalsperre